# Casa de Infantes
La Casa de Infantes es un edificio civil de la ciudad española de Aranjuez, en la Comunidad de Madrid. Cuenta con el estatus de Bien de Interés Cultural.

## Descripción

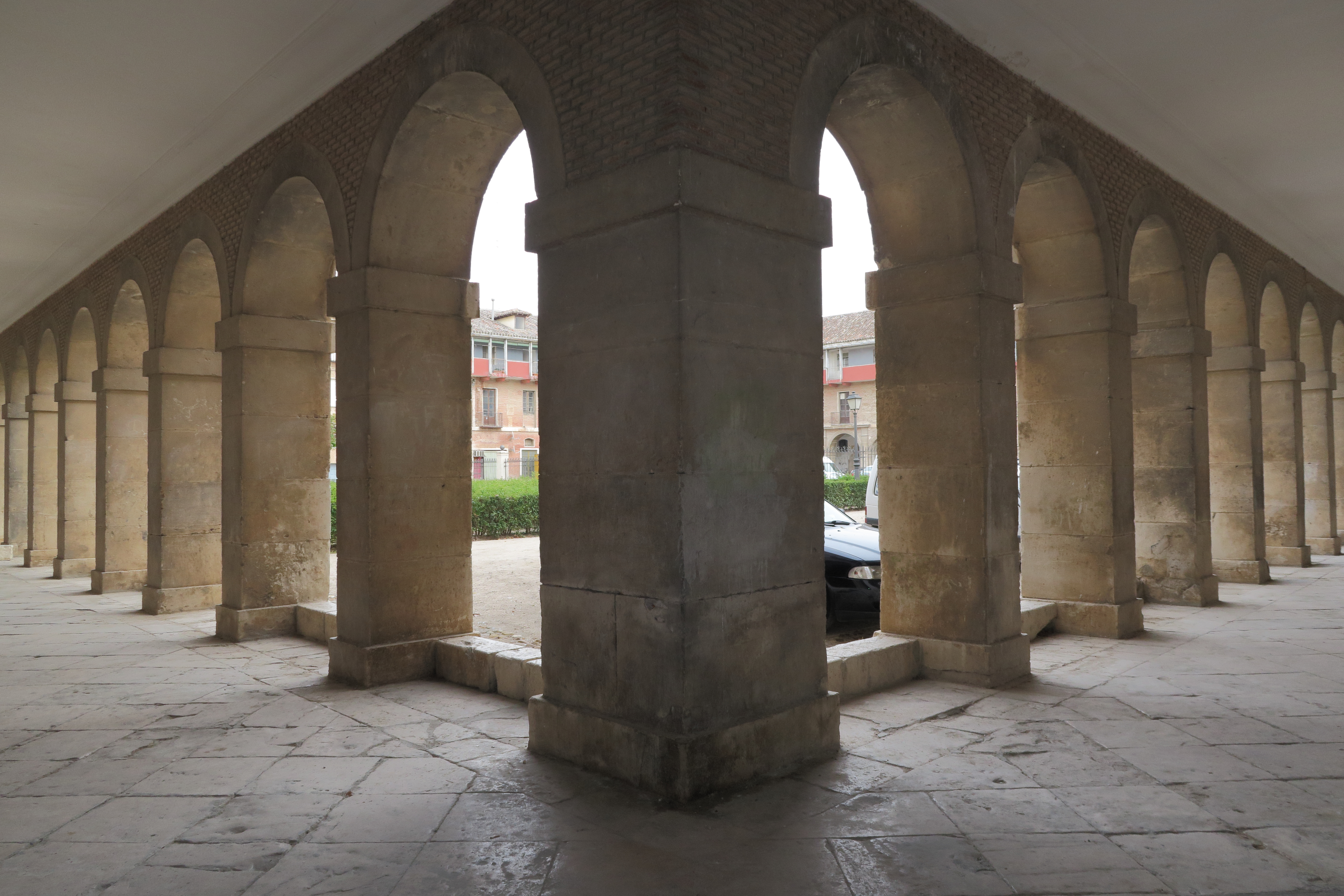
Soportales en el patio del edificio

Ubicado en la ciudad de Aranjuez, se trata de un edificio civil de estilo neoclásico encargado por Carlos III para el alojamiento de los infantes Gabriel y Antonio. Proyectado por el arquitecto Juan de Villanueva, las obras fueron llevadas a cabo por Manuel Serrano en 1771. Se concibe como espacio integrado en la plaza de San Antonio y unido por un pasillo porticado con la iglesia de San Antonio.
Realizada en piedra y ladrillo, la casa es de planta cuadrada, tiene tres pisos y patio con galerías porticadas con dos fuentes. Durante la ocupación francesa de 1808 fue el cuartel general de las tropas napoleónicas. En 1834 fue secuestrada por la reina gobernadora para alojar el colegio de huérfanas de la Unión hasta que en 1859 fue devuelta a los herederos de los infantes. En 1865 se estableció en ella el cuartel de Alabarderos. Posteriormente se establecieron las oficinas del Real Patrimonio.
El edificio habría sido declarado monumento histórico-artístico perteneciente al Tesoro Artístico Nacional el 3 de junio de 1931, como parte de los «Palacios y Jardines que pertenecieron al Patrimonio de la Corona». En la actualidad tiene la consideración de Bien de Interés Cultural y está incluido dentro del perímetro del Paisaje cultural de Aranjuez, declarado Patrimonio de la Humanidad.
Actualmente en el interior de este edificio se encuentra situada la oficina de turismo.

## Notas

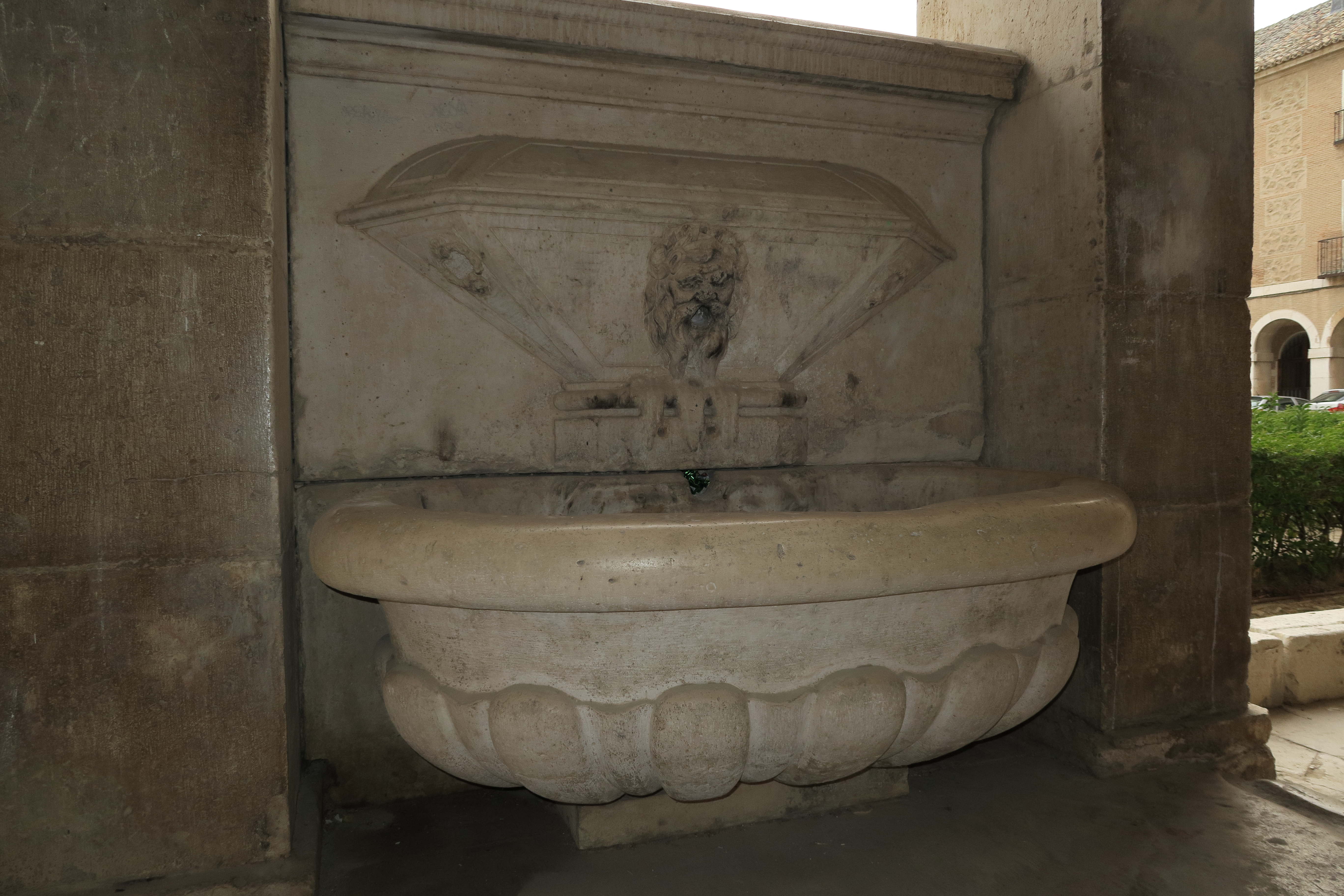
Fuente del patio